# Nobuo Kawakami
Nobuo Kawakami (Prefectura de Saitama, Japó, 4 d'octubre de 1947), és un exfutbolista japonès.

## Selecció japonesa
Nobuo Kawakami va disputar 41 partits amb la selecció japonesa.